# Ulica Partyzantów w Olsztynie
Ulica Partyzantów w Olsztynie – jedna z czterech ulic umożliwiających dojazd do Dworca Głównego PKP. Rozciąga się od skrzyżowania z aleją Wojska Polskiego i ulicą Bohaterów Bitwy Warszawskiej 1920 do placu Konstytucji 3 Maja, czyli skrzyżowania z ulicą Lubelską, Kościuszki i Dworcową. 

## Historia
Ulica powstała w latach 70. XIX wieku w związku z otwarciem w 1872 roku dworca Olsztyn Główny, łącząc nowy dworzec z centrum miasta. Przed 1945 rokiem nosiła nazwę Bahnhof-Straße (ulica Dworcowa) i była jedną z reprezentacyjnych ulic Olsztyna.
Po II wojnie światowej zmienioną jej nazwę na ul. Partyzantów.
W roku 2019 przeprowadzono modernizację i przebudowę ulicy.

## Dane ulicy
Wzdłuż ulicy Partyzantów znajdują się sygnalizacje świetlne:
- przy skrzyżowaniu z ulicą 1 Maja
- na Placu Józefa Bema - skrzyżowaniu z ulicami Limanowskiego i Kętrzyńskiego.

## Obiekty
Przy ulicy Partyzantów znajdują się m.in.:
- Komenda Wojewódzka Policji
- Komenda Miejska Policji
- Archiwum Państwowe
- Polski Czerwony Krzyż
- Delegatura Agencji Bezpieczeństwa Wewnętrznego
- Poczta Polska
- b. Dom Polski, Instytut Północny im. Wojciecha Kętrzyńskiego w Olsztynie (87)[2]

## Komunikacja
Ulicą Partyzantów biegną trasy 10 linii komunikacyjnych (w tym jedna nocna i dwie aglomeracyjne). Są to linie numer: 101, 107, 108, 109, 112, 116, 120, 126, 309 oraz N02.